# Benedikta Zelić Bućan
Benedikta Zelić Bućan (Mravince, 1918. március 21. – Split, 2013. október 10.), horvát történész, pedagógus, levéltáros.

## Élete
Benedikta Zelić Bućan 1918-ban született a Split melletti Mravincében. Apját korán elveszítette, de anyja önfeláldozása segítette tanulásában. Miután szülőfalujában elvégezte az általános iskolát, falujából első leánygyermekként Splitbe ment továbbtanulni. 1937-ben érettségizett a spliti Leány Reálgimnáziumban. Ezután beiratkozott a Zágrábi Egyetem horvát történelem és klasszikus régészeti szakára, ahol 1941 júliusában diplomázott. A második világháború alatt, a Független Horvát Állam idején helyettesítő tanárként dolgozott középiskolákban, Glinában, Sziszeken és Zágrábban. 1945. május elején a partizánok bosszújától tartva Zágrábból nyugatra menekült. Kínok és éhezés közepette túlélte az ún. „Keresztutat”, mely során sok horvát hadifogollyal együtt Mariborból Szalatnokig, majd Eszéken át, Belovárra és Zágrábba hajtották, végül a Vöröskereszt segítségével visszatért szülőfalujába.
A háború után a Független Horvát Állam idején szerzett egyetemi diplomájának el nem ismerése miatti kétéves szünet után 1947 és 1952 között tanárként dolgozott a sinji gimnáziumban és a spliti műszaki főiskolán. Mindkét iskolából kirúgták, mert úgymond munkája „nem felelt meg az iskola ideológiai és nevelési céljainak”. Miután 1952-ben másodszor is eltávolították munkahelyéről, levéltárosként dolgozott az újonnan megnyílt Spliti Állami Levéltárban, ahol egészen 1965-ös nyugdíjazásáig dolgozott. Az 1970-es évek elején, ún. „horvát tavasz” után nehézségekbe ütközött tudományos munkája. A tudományos intézmények tudományos kutatásait teljesen figyelmen kívül hagyták. Horvátország függetlenné válása után válogatott cikkeit, vitairatait három külön könyvben, majd több különálló monográfiában publikálta. 2000 után felgyorsult látásvesztése és a kialakult majdnem teljes vaksága miatt abba kellett hagynia a tudományos munkát.
2013. október 10-én egy idősotthonban halt meg Splitben.

## Munkássága
Tudományos kutatásait a spliti Állami Levéltárban végezte. Tudományos munkája két szinten zajlott: eredeti dokumentumok gyűjtése, szerkesztése és publikálása, valamint viták és cikkek írása. Kutatásai három területre terjedtek ki: Dalmácia története a 19. század második felében (főleg a horvát nemzeti újjászületés időszaka), a legrégebbi horvát kultúr- és politikatörténet, valamint a horvát (boszniai) cirill ábécé és írásos emlékei. Több mint száz publikált cikkét, szakmai és tudományos vitairatát, valamint forrásgyűjteményét tartják számon. 1992-ben újranyomtatták „Hrvatski narodni preporod i Mihovil Pavlinović” (Horvát nemzeti újjászületés és Mihovil Pavlinović) című könyvét, 1994-ben jelent meg „Članci i rasprave iz starije hrvatske povijesti” (Cikkek és viták a régibb horvát történelemből), majd 1997-ben „Jezik i pisma Hrvata: rasprave i članci” (A horvátok nyelve és levelei: viták és cikkek) című művei. Ugyanebben az évben monográfiát adott ki szülőhelyének történetéről „Od Kuka do Mravinaca: predpovijest i povijest sela Mravince” címmel. 2007-ben jelent meg „Nezavisna Država Hrvatska (1941. – 1945.): u mom sjećanju” (Horvátország független állama (1941-1945) emlékezetemben) című memoárkötete.

## Fő művei
- Četiri priloga, Historijski arhiv, Split, 1960., (társszerzők: Srećko Diana, Vladimir Rismondo, Danica Božić-Bužančić),
- Bosančica u srednjoj Dalmaciji, Historijski arhiv, Split, 1961.
- Korespondencija Mihovila Pavlinovića, társszerkesztő: Ante Palavršić, Historijski arhiv, Split, 1962.
- Stotinjak pisama Mihovila Pavlinovića, Izdanje Historijskog arhiva u Splitu, sv. 7, poseban otisak, Split, 1969.
- Hrvatski narodni preporod i Mihovil Pavlinović, Matica hrvatska, Split, 1992.
- Članci i rasprave iz starije hrvatske povijesti, HKD Sv. Jeronima, Zagreb, 1994., ISBN 953-6111-06-3
- Jezik i pisma Hrvata: rasprave i članci, Matica hrvatska, Split, 1997., ISBN 953-6159-31-7
- Od Kuka do Mravinaca: predpovijest i povijest sela Mravince, Kulturno umjetničko društvo Zvonimir, Mravince, 1997.
- Nezavisna Država Hrvatska (1941. – 1945.): u mom sjećanju, Naklada Bošković, Split, 2007., ISBN 978-953-263-029-9

## Elismerései
- Marko Marulić arcképével díszített Horvát Hajnalcsillag-rend a kultúra terjesztésében szerzett különleges érdemeiért (1997)[4]
- Split városának díja életművéért (1997)[4]